# C/1853 L1 (Klinkerfues)
C/1853 L1 (Klinkerfues) ist ein Komet, der im Jahr 1853 mit dem bloßen Auge gesehen werden konnte. Er wird wegen seiner großen Helligkeit und auch wegen seiner teleskopischen Sichtbarkeit am Taghimmel von einigen zu den „Großen Kometen“ gezählt.

## Entdeckung und Beobachtung
Der Komet wurde in der Nacht vom 10. zum 11. Juni 1853 von Ernst Friedrich Wilhelm Klinkerfues an der Sternwarte Göttingen entdeckt als er noch ein sehr schwaches Objekt darstellte und sich über 2 AE von der Erde entfernt befand. In der folgenden Nacht konnte er seine Entdeckung bestätigen.
Dennoch wurde der Komet während Juni und Juli intensiv teleskopisch beobachtet, bis er ab Anfang August mit einer Helligkeit von etwa 5–6 mag auch für das bloße Auge sichtbar wurde. Bis 19. August war die Helligkeit schon bis auf 2–3 mag gestiegen und es hatte sich ein Schweif von mehreren Grad Länge entwickelt. Bis Ende August war die Helligkeit dann bis auf 0 mag angewachsen und die Schweiflänge erreichte 12,5°.
Am 30. August gelang es Johann Friedrich Julius Schmidt in Olmütz den Kometen am Taghimmel etwa 15° neben der Sonne mit einem Teleskop zu beobachten und diese Beobachtungen bis zum 4. September fortzusetzen, als der Komet mit etwa 8° seine größte Annäherung an die Sonne erreicht hatte. Auch John Hartnup Sr. gelang es von Liverpool aus den Kometen am 3. September am Taghimmel zu beobachten.
Der Komet stand zu dieser Zeit bereits südlich der Sonne am Himmel und wurde dadurch auch für Beobachter auf der Südhalbkugel ab 12. September am Morgenhimmel sichtbar. Mitte September war die Helligkeit auf 2 mag und die Schweiflänge auf 5° zurückgegangen. Der Komet verblasste anschließend rasch und konnte ab Mitte Oktober nicht mehr mit dem bloßen Auge gesehen werden. Die letzte Positionsbestimmung gelang am 10. Januar 1854 am Royal Observatory am Kap der Guten Hoffnung und in der folgenden Nacht erfolgte dort schließlich die letzte Beobachtung.
Der Komet erreichte eine maximale Helligkeit während seiner Erscheinung am Taghimmel von mindestens −1 mag.

## Wissenschaftliche Auswertung
Die erste parabolische Umlaufbahn für den Kometen wurde von Carl Bruhns berechnet. Später wurden die Berechnungen durch mehrere Astronomen, darunter Heinrich Louis d’Arrest und John Nelson Stockwell, verbessert. T. Krahl berechnete 1867 erstmals eine hyperbolische Bahn. Hermann Büttner konnte 1918 Krahls Berechnung bestätigen, aber erzielte in einer alternativen Berechnung eine wesentlich bessere Übereinstimmung mit den Beobachtungen, indem er annahm, dass das Massenzentrum des Kometen um eine konstante Strecke weiter von der Sonne entfernt lag als der von den Beobachtern anvisierte Punkt. Dies findet seiner Meinung nach dadurch Unterstützung, dass von Schmidt in Sonnennähe auch ein bedeutender Materialausstoß in Richtung zur Sonne beobachtet werden konnte. Unter Auswertung der Störungen durch die wichtigsten Planeten fand er als ursprüngliche Bahnform des Kometen noch eine Ellipse.

## Umlaufbahn
Für den Kometen konnte aus etwa 350 Beobachtungen über 213 Tage von Büttner nur eine unsichere hyperbolische Umlaufbahn bestimmt werden, die um rund 62° gegen die Ekliptik geneigt ist. Die Bahn des Kometen steht damit steil angestellt zu den Bahnebenen der Planeten. Im sonnennächsten Punkt der Bahn (Perihel), den der Komet am 2. September 1853 durchlaufen hat, befand er sich mit etwa 45,9 Mio. km Sonnenabstand im Bereich der Umlaufbahn des Merkur. Bereits am 11. August war er in 97,3 Mio. km Abstand an der Venus vorbeigegangen und am 1. September hatte er den Merkur in 60,9 Mio. km Distanz passiert. Am 5. September erfolgte mit etwa 106,6 Mio. km (0,71 AE) Abstand seine größte Annäherung an die Erde.
Nach den Berechnungen von Büttner und ohne Berücksichtigung nicht-gravitativer Kräfte auf den Kometen hatte seine Bahn ursprünglich eine Exzentrizität, die geringfügig unter 1 lag, seine Umlaufzeit könnte mehrere Millionen Jahre betragen haben. Er wäre damit wahrscheinlich ein „dynamisch neuer“ Komet aus der Oortschen Wolke gewesen. Insbesondere durch Annäherungen an den Jupiter im August 1853 bis auf etwa 5 AE und an den Saturn im August 1856 bis auf etwa 7 AE wurde die Bahnexzentrizität um etwa 0,0002 vergrößert. Aufgrund der unsicheren Ausgangsdaten kann aber keine Aussage darüber getroffen werden, auf welcher Bahnform er sich jetzt bewegt, und ob und gegebenenfalls wann der Komet in das innere Sonnensystem zurückkehren könnte.